# 布杜戈代
布杜戈代（Pudukkottai）是印度泰米尔纳德邦布杜戈代县的一个城镇。总人口16896（2001年）。

## 人口
该地2001年总人口16896人，其中男性8452人，女性8444人；0—6岁人口1684人，其中男892人，女792人；识字率81.80%，其中男性为86.06%，女性为77.53%。